# Anacamptis cyrenaica
Anacamptis cyrenaica är en orkidéart som först beskrevs av Ernest Armand Durand och Jean François Gustave Barratte, och fick sitt nu gällande namn av H.Kretzschmar, Eccarius. Anacamptis cyrenaica ingår i släktet salepsrötter, och familjen orkidéer. Inga underarter finns listade i Catalogue of Life.